# Цифровая звукозапись

Схема прохождения звука от источника через микрофон, АЦП, процессор, ЦАП, громкоговоритель и снова в звук

Цифрово́й звук — результат преобразования аналогового сигнала звукового диапазона в цифровой аудиоформат.
Простейший метод преобразования, импульсно-кодовая модуляция (ИКМ), состоит в представлении последовательности мгновенных значений уровня сигнала, измеряемого аналого-цифровым преобразователем (АЦП) через равные промежутки времени.
Разновидностью ИКМ является дельта-модуляция, где в каждый момент отсчёта сигнал сравнивается с пилообразным напряжением на каждом шаге дискретизации.
Сигма-дельта модуляция — способ представления сигнала на основе принципа избыточной дискретизации и формирования шума квантования, позволяет снизить уровень шума.
Современные методы используют более сложные алгоритмы преобразования. Помимо представления звуковых колебаний в цифровом виде, применяется также создание специальных команд для автоматического воспроизведения на различных электронных музыкальных инструментах. Ярчайшим примером такой технологии является MIDI.
Преимущества битового кода используются при передаче кодированного сигнала на расстояние, шифровании сигнала, цифровой подписи сигнала, восстановлении потерь, вызванных помехами при передаче, а также в прочих приложениях.
Цифровая звукозапись — технология преобразования аналогового звука в цифровой с целью сохранения его на физическом носителе для возможности последующего воспроизведения записанного сигнала.
Представление аудиоданных в цифровом виде позволяет очень эффективно изменять исходный материал при помощи специальных устройств или компьютерных программ — звуковых редакторов, что нашло широкое применение в промышленности, медиа-индустрии и быту.
Для воспроизведения цифрового звука применяют специальное оборудование, например музыкальные центры, цифровые плееры, компьютеры с звуковой картой и установленным программным обеспечением: аудиоплеером или медиаплеером.

## История
- В 1928 Гарри Найквист в работе «Определённые проблемы теории телеграфной передачи» определил требуемую полосу линии связи для передачи импульсного сигнала — основа цифрового звука[1]
- В 1933 году В. А. Котельниковым в работе «О пропускной способности эфира и проволоки в электросвязи» предложена и доказана Теорема Котельникова, согласно которой аналоговый сигнал с ограниченным спектром может быть восстановлен однозначно и без потерь по своим дискретным отсчётам, взятым с частотой строго большей удвоенной максимальной частоты спектра[2]
- В 1937 году британский ученый Alec Reeves запатентовал первое описание импульсно-кодовой модуляции[3]
- В 1948 году Клод Шеннон опубликовал «Математическую теорию связи»[4], а в 1949 — «Передача данных при наличии шума», где независимо от Котельникова доказал теорему с аналогичными результатами теореме Котельникова, поэтому в западной литературе эту теорему часто называют теоремой Шеннона.[5]
- В 1950 Ричард Хэмминг опубликовал работу по обнаружению и исправлению ошибок[6]
- В 1952 Дэвид Хаффман создал алгоритм префиксного кодирования с минимальной избыточностью (известный как алгоритм или код Хаффмана)[6]
- В 1959 Алекс Хоквингем создал код исправления ошибок, ныне известный как Код Боуза — Чоудхури — Хоквингема[6]
- В 1960 сотрудниками лаборатории Линкольна Массачусетского технологического института Ирвином Ридом и Густавом Соломоном изобретён Код Рида — Соломона[6]
- В 1967 техническим институтом исследований NHK представлен первый цифровой катушечный стереорекордер на 1-дюймовой видеоленте. В устройстве использовалась ИКМ-запись с разрядностью 12-бит и частотой дискретизации 30 кГц с применением компандера для расширения динамического диапазона[6]
- В 1969 Sony представила 13-битный цифровой стереорекордер с частотой дискретизации 47,25 кГц, с записью на 2-х дюймовую видеоленту[6]
- В 1972 был выпущен первый альбом записанный с цифровой мастер-ленты фирмой Nippon Columbia[7]
- В 1977 на токийской аудио выставке Mitsubishi, Sony и Hitachi продемонстрировали прототипы цифровых грампластинок или аудиодисков[6]
- В 1979 в Европе Philips демонстрирует прототип компакт-диска диаметром 115 мм, намереваясь его сделать мировым стандартом. 14-битная запись с частотой дискретизации 44,050 кГц не устроила Sony, которые предложили 16-разрядную запись с частотой 50 кГц, но в итоге из-за ограничений формата было решено выбрать частоту дискретизации 44,1 кГц и размер диска увеличить до 120 мм. Диск способен вмещать 74 минуты записи.
- В 1980 стандарт компакт-диск был официально предложен, но на все согласования и доработки ушло два года[6]
- В 1982 году в Европе и Японии был принят стандарт на систему компакт-диск[6]
- Также в 1982 году представлен цифровой формат звукозаписи на катушечную ленту DASH предложенный фирмой Sony для многоканальной студийной записи
- В 1987 Sony и Philips представили формат цифровой компакт-кассеты DAT
- В 1992 Philips и Matsushita представили формат Digital Compact Cassette с применением сжатия MPEG1 layer 1
- В том же 1992 Sony представила систему персонального аудио MiniDisc и кинотеатральную систему SDDS основанные на алгоритме сжатия ATRAC
- В 1999 году компаниями Sony и Philips разработан стандарт SACD
- В 2000 году представлен формат DVD-Audio

## Принцип цифровой звукозаписи методом периодической дискретизации и квантования сигнала

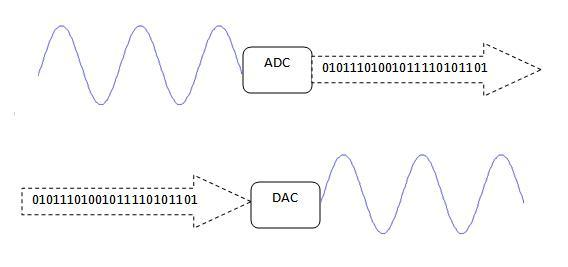
Преобразование аналогового сигнала в цифровой в АЦП и обратное восстановление его в ЦАП

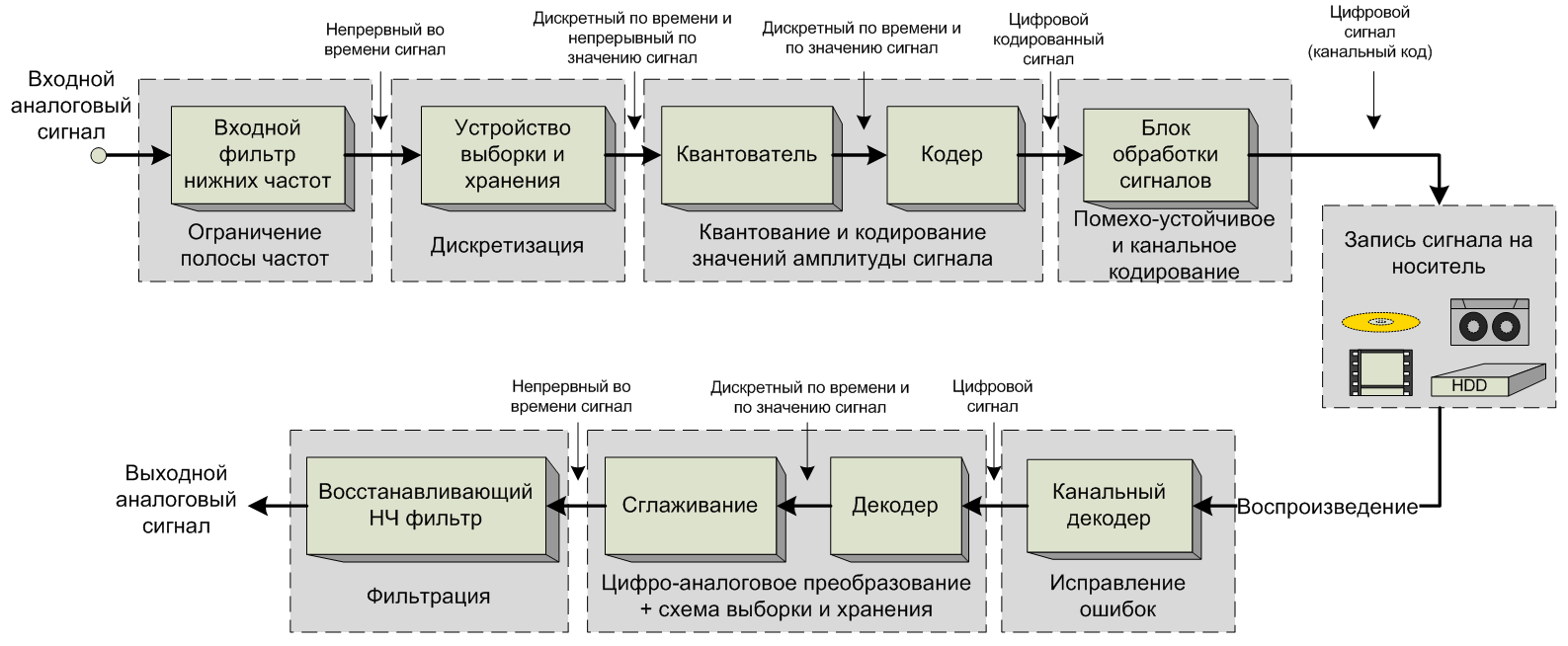
Структурная схема цифровой звукозаписи и воспроизведения

Принцип цифрового представления колебаний звукозаписи достаточно прост:
- вначале нужно преобразовать аналоговый сигнал в цифровой, это осуществляет устройство — аналого-цифровой преобразователь (АЦП)
- произвести сохранение полученных цифровых данных на носитель: магнитную ленту (DAT), жёсткий диск, оптический диск или флеш-память
- для того чтобы прослушать сделанную запись, необходимо воспроизведение сделанной записи с носителя и обратное преобразование из цифрового сигнала в аналоговый, с помощью цифро-аналогового преобразователя (ЦАП).

Принцип действия АЦП тоже достаточно прост: аналоговый сигнал, полученный от микрофонов и электро-музыкальных инструментов, преобразовывается в цифровой. Это преобразование включает в себя следующие операции:
1. Ограничение полосы частот производится при помощи фильтра нижних частот для подавления спектральных компонент, частота которых превышает половину частоты дискретизации.
2. Дискретизацию во времени, то есть замену непрерывного аналогового сигнала последовательностью его значений в дискретные моменты времени — отсчетов. Эта задача решается путём использования специальной схемы на входе АЦП — устройства выборки-хранения.
3. Квантование по уровню представляет собой замену величины отсчета сигнала ближайшим значением из набора фиксированных величин — уровней квантования.
4. Кодирование или оцифровку, в результате которого значение каждого квантованного отсчета представляется в виде числа, соответствующего порядковому номеру уровня квантования.

Делается это следующим образом: непрерывный аналоговый сигнал «режется» на участки, с частотой дискретизации, получается цифровой дискретный сигнал, который проходит процесс квантования с определенной разрядностью, а затем кодируется, то есть заменяется последовательностью кодовых символов. Для качественной записи звука в полосе частот 20-20 000 Гц применяется минимальная стандартная частота дискретизации от 44,1 кГц и выше (в настоящее время появились АЦП и ЦАП c частотой дискретизации 192,3 и даже 384,6 кГц). Для получения довольно качественной записи достаточно разрядности 16 бит, однако для расширения динамического диапазона и повышения качества звукозаписи используется разрядность 24 (реже 32) бита.

### Помехоустойчивое и канальное кодирование
Помехоустойчивое кодирование позволяет при воспроизведении сигнала выявить и устранить (или снизить частоту их появления) ошибки чтения с носителя. Для этого в процессе записи к отсчётам, полученным на выходе АЦП, добавляется искусственная избыточность (контрольные биты), которая впоследствии помогает восстановить повреждённый отсчёт. В устройствах записи звука обычно используется комбинация из двух или трех помехоустойчивых кодов. Если же выбранный уровень избыточности кодирования не позволяет восстановить правильное значение отсчёта, то производится его замена с помощью интерполяции, чтобы исключить появление скачкообразного изменения уровня сигнала (щелчка).
Для лучшей защиты от пакетных ошибок, вызванных повреждениями носителя информации (царапины на компакт-диске, загибы магнитной ленты) также применяется перемежение.
К полезному сигналу также добавляются вспомогательные данные, которые облегчают последующее декодирование. Это могут быть сигналы временного кода, служебные сигналы, сигналы синхронизации.
Канальное кодирование служит для согласования цифровых сигналов с параметрами канала передачи (записи/воспроизведения). Например, при записи цифровых сигналов на магнитный носитель необходимо исключить появление в токе записи постоянной составляющей и низкочастотных составляющих спектра (возникающих при появлении длинных последовательностей нулей или единиц). Для этого используются таблицы преобразования, по которым производится замена слов из m бит данных на слова из n канальных бит, причем всегда n > m. В устройствах воспроизведения цифровых сигналов канальный декодер выделяет из общего потока данных тактовые сигналы и выполняет обратное преобразование канальных n-битных слов в m-битные слова данных. После коррекции ошибок сигнал поступает в ЦАП.

### Принцип действия ЦАП

Сигнал с ЦАП без интерполяции на фоне идеального сигнала.

Цифровой сигнал, полученный с декодера, преобразовывается в аналоговый. Это преобразование происходит следующим образом:
1. Декодер ЦАП преобразует последовательность чисел в дискретный квантованный сигнал
2. Путём сглаживания во временной области из дискретных отсчетов вырабатывается непрерывный во времени сигнал
3. Окончательное восстановление сигнала производится путём подавления побочных спектров в аналоговом фильтре нижних частот

## Методы цифровой звукозаписи
По принципу записи выделяют следующие методы:
- Магнитная звукозапись — запись цифровых сигналов производится на магнитную ленту. Выделяют два типа записи:
  - продольно-строчная система записи — в которой лента движется вдоль блока неподвижных магнитных головок записи/воспроизведения (DASH,DCC)
  - наклонно-строчная система записи — в которой лента движется вдоль барабана вращающихся магнитных головок и запись осуществляется наклонно отдельными дорожками, что обеспечивает бо́льшую плотность, по сравнению с продольно-строчной системой записи. (R-DAT, ADAT, а также ранние системы, состоящие из ИКМ-приставки и видеомагнитофона)
- Магнитооптическая запись — запись ведется с помощью магнитной головки на специальный магнитооптический слой и в момент намагничивания кратковременно разогревается лазером до температуры точки Кюри. (Минидиск,Hi-MD)
- Лазерная запись — запись производится лазерным лучом, который выжигает углубления (питы) на светочувствительном слое оптического носителя. (Компакт-диск, DVD-Audio, DTS, SACD)
- Оптическая (фотографическая) запись звука — основана на воздействии светового потока на светочувствительный слой носителя (киноленты). (Dolby Digital, SDDS)
- Запись звука на электронные носители — звуковые данные при помощи персонального компьютера записываются в виде файлов на различные носители (жесткие диски, перезаписываемые оптические диски, флеш-карты, твердотельные накопители), при этом отсутствует ограничение на обязательное соответствие формата звука формату носителя.

На цифровых носителях и в персональных компьютерах для хранения звука (музыки, голоса и т. п.) применяются различные форматы, позволяющие выбрать приемлемое соотношение сжатия, качества звука и объёма данных.
Популярные форматы файлов для персональных компьютеров и соответствующих устройств:
- OGG
- MP3
- WAV
- WMA

## Параметры, влияющие на качество цифровой звукозаписи
Основными параметрами, влияющими на качество цифровой звукозаписи, являются:
- Разрядность АЦП и ЦАП.
- Частота дискретизации АЦП и ЦАП.
- Джиттер АЦП и ЦАП
- Передискретизация

Также немаловажными остаются параметры аналогового тракта цифровых устройств звукозаписи и звуковоспроизведения:
- Отношение сигнал/шум
- Коэффициент нелинейных искажений
- Интермодуляционные искажения
- Неравномерность амплитудно-частотной характеристики
- Взаимопроникновение каналов
- Динамический диапазон

## Техника цифровой звукозаписи
Запись цифрового звука в настоящее время осуществляется на студиях звукозаписи, под управлением персональных компьютеров и другой дорогостоящей и качественной аппаратуры. Также довольно широко развито понятие «домашней студии», в которой применяется профессиональное и полупрофессиональное звукозаписывающее оборудование, позволяющее создавать качественные записи в домашних условиях.
Применяются звуковые карты в составе компьютеров, которые производят обработку в своих АЦП и ЦАП — чаще всего в 24 битах и 96 кГц, дальнейшее повышение битности и частоты дискретизации, практически не увеличивает качества записи.
Существует целый класс компьютерных программ — звуковых редакторов, которые позволяют работать со звуком:
- записывать входящий звуковой поток
- создавать (генерировать) звук
- изменять существующую запись (добавлять семплы, изменять тембр, скорость звука, вырезать части и т. п.)
- перезаписывать из одного формата в другой
- конвертировать разные аудиокодеки

Некоторые простые программы, позволяют осуществлять только конвертацию форматов и кодеков.

## Некоторые виды цифрового звука в сравнении
| Название формата    | Разрядность, бит | Частота дискретизации, кГц | Число каналов | Величина потока данных с диска, кбит/с | Степень сжатия/упаковки     |
| ------------------- | ---------------- | -------------------------- | ------------- | -------------------------------------- | --------------------------- |
| CD                  | 16               | 44,1                       | 2             | 1411,2                                 | 1:1 без потерь              |
| Dolby Digital (AC3) | 16-24            | 48                         | 6             | до 640                                 | ~12:1 с потерями            |
| DTS                 | 20-24            | 48; 96                     | до 8          | до 1536                                | ~3:1 с потерями             |
| DVD-Audio           | 16; 20; 24       | 44,1; 48; 88,2; 96         | 6             | 6912                                   | 2:1 без потерь              |
| DVD-Audio           | 16; 20; 24       | 176,4; 192                 | 2             | 4608                                   | 2:1 без потерь              |
| MP3                 | плавающий        | до 48                      | 2             | до 320                                 | ~11:1 с потерями            |
| AAC                 | плавающий        | до 96                      | до 48         | до 529                                 | с потерями                  |
| AAC+ (SBR)          | плавающий        | до 48                      | 2             | до 320                                 | с потерями                  |
| Ogg Vorbis          | до 32            | до 192                     | до 255        | до 1000                                | с потерями                  |
| WMA                 | до 24            | до 96                      | до 8          | до 768                                 | 2:1, есть версия без потерь |